# Anisodes lophosceles
Anisodes lophosceles är en fjärilsart som beskrevs av Turner 1908. Anisodes lophosceles ingår i släktet Anisodes och familjen mätare. Inga underarter finns listade i Catalogue of Life.